# Andrzej z Krępy i Święcic Święcicki
Andrzej z Krępy i Święcic Święcicki herbu Jastrzębiec (zm. przed 4 stycznia 1781 roku) – kasztelan połaniecki od 1775 roku, sędzia radomski w latach 1765-1775, chorąży opoczyński w latach 1744-1765, podstarości i sędzia grodzki radomski, łowczy stężycki w latach 1739-1744, pisarz grodzki radomski.
Jako poseł na sejm elekcyjny 1764 roku z województwa sandomierskiego delegowany do pacta conventa Stanisława Augusta Poniatowskiego, podpisał je. 
Poseł na sejm 1766 roku z województwa sandomierskiego.